# Oberndorf (Floß)
Oberndorf ist Ortsteil des Marktes Floß im Bezirk Oberpfalz im Landkreis Neustadt an der Waldnaab.

## Geographische Lage
Oberndorf liegt ungefähr 500 Meter westlich von Floß auf dem Südufer der Floß.
In Oberndorf führt eine Brücke über die Floß.

## Geschichte

### 13. und 14. Jahrhundert
Oberndorf (auch: Oberndorff, Oberdorff) wurde im niederbayerischen Salbuch aufgeführt.
Als Inhaber der 3 Höfe in Oberndorf wurde Chunr. Haekchel genannt.
Seine Bewohner mussten jährlich 4 mutt Weizen und Korn (Roggen), 11 mutt Hafer, 3 mutt Hopfen, 3 Schweine Abgaben zahlen.
Dieses Salbuch stammt aus der Zeit zwischen 1269 und 1320.
In diesem Verzeichnis wurden folgende zu Floß gehörigen Ortschaften genannt:
Bergnetsreuth, Boxdorf, Diepoltsreuth, Ellenbach, Gösen, Grafenreuth, Hardt, Haupertsreuth, Kalmreuth, Niedernfloß, Oberndorf, Pauschendorf, Ritzlersreuth, Schlattein, Schönberg, Weikersmühle, Welsenhof, Würnreuth, Würzelbrunn.
Oberndorf wurde auch im Böhmischen Salbüchlein genannt.
Als Inhaber der 3 Höfe in Oberndorf wurde Ulrich Heckel genannt.
Seine Bewohner mussten jährlich 2 mutt Weizen, 2 mutt Korn (Roggen), 10 mutt Hafer, 2 mutt Hopfen, 16 Käse, 120 Eier, 3 Schweine Abgaben zahlen.
Das Böhmische Salbüchlein enthielt Aufzeichnungen aus der Zeit von 1366 bis 1373 für alle Ortschaften, die im oben zitierten niederbayerischen Salbuch genannt wurden und zusätzlich Plankenhammer als hamer zu Mekenhofen.
Oberndorf ist im Salbuch von 1416/1440 verzeichnet.
Es wurden die folgenden 2 Bauernfamilien in Oberndorf genannt: Schönnberger, Glimost.
Beide Bauern mussten Nachzill zur Verfügung stellen.
Als Scharwerkdienste mussten sie ackern, holzrücken, düngen, Mist laden wenn darum gebeten wurde.
Die Abgaben für beide Bauernhöfe zusammen betrugen im Jahr 6 mutt Korn, 12 Achtl Hafer, 1 Achtl Weizen, 16 Käse, 120 Eier, 1½ Nepf Öl, 3 Hühner, 2 Schweine, 4 Achtl Hopfen, 2 Hühner.
Bargeld musste von den 2 Bauern zusammen zu Walburgi und zu Michelstag jeweils 3 Pfund gezahlt werden.

### 15. bis 17. Jahrhundert
Dieses Salbuch, mit Informationen über die zu Floß gehörenden Ortschaften stammt aus der Zeit 1416 bis 1440.
In ihm erschienen folgende zu Floß gehörende Ortschaften, wie in den beiden älteren Salbüchern:
Bergnetsreuth, Boxdorf, Diepoltsreuth, Ellenbach, Gösen, Grafenreuth, Hardt, Haupertsreuth, Niedernfloß, Oberndorf, Pauschendorf, Ritzlersreuth, Schlattein, Schönberg, Welsenhof, Würnreuth, Würzelbrunn.
Es fehlten: Kalmreuth, Plankenhammer, Weikersmühle.
Hinzu kamen: Fehrsdorf, Gailertsreuth, Konradsreuth, Meierhof, Wilkershof.
In einem Verzeichnis der Mannschaften um das Jahr 1559 wurden die folgenden zu Floß gehörigen Ortschaften aufgeführt:
Bergnetsreuth, Boxdorf, Diebersreuth, Diepoltsreuth, Ellenbach, Fehrsdorf, Gailertsreuth, Gösen, Grafenreuth, Hardt, Haupertsreuth, Höfen, Konradsreuth, Meierhof, Niedernfloß, Oberndorf, Pauschendorf, Plankenhammer, Ritzlersreuth, Schnepfenhof, Schönberg, Steinfrankenreuth, Weikersmühle, Welsenhof, Wilkershof, Würnreuth, Würzelbrunn.
Für Oberndorf wurden 2 Mannschaften verzeichnet:
Peter Lüngell, Lorennz Schönperger.
Im Hof der Friedrichsburg in Vohenstrauß fand 1650 die Erbhuldigung gegenüber Pfalzgraf von Pfalz-Sulzbach Christian August statt.
Oberndorf erscheint auf der Huldigungsliste mit den 2 Hofbesitzern:
Cunz Meißner, Georg Lindtner.
Im Jahr 1652 wurde Oberndorf beschrieben mit 2 Höfen.
Seine Einwohner zu dieser Zeit waren 2 Ehepaare, 2 Kinder.
Das Vieh bestand aus 6 Ochsen, 4 Kühen, 8 Jungrindern, 9 Schweinen.

### 18. Jahrhundert bis Gegenwart
Eine Beschreibung des Fürstlichen Pflegamtes Floßerbürg aus dem Jahr 1704 verzeichnete für
Oberndorf 2 Mannschaften, 2 Höfe.
In einer historisch-statistischen Beschreibung des Pflegamtes Floß von 1794 wurden aufgeführt für
Oberndorf 2 Bauern, 1 Hirt, insgesamt 25 Einwohner.
Um 1800 hatte Oberndorf 3 Häuser und 26 Einwohner.
Oberndorf gehörte zum Anfang des 19. Jahrhunderts gegründeten Steuerdistrikt Gailertsreuth der gleichzeitig auch Ruralgemeinde war.
Zum Steuerdistrikt Gailertsreuth gehörten außer Gailertsreuth mit seiner Mühle noch die Weiler Niedernfloß und Oberndorf und die Einöden Meierhof und Würnreuth.
Der Steuerdistrikt Gailertsreuth hatte insgesamt 184 Einwohner und 29 Wohngebäude.
Die unmittelbare Landgemeinde Gailertsreuth bestand zunächst aus den Weilern Gailertsreuth, Niedernfloß und Oberndorf, den Einöden Gollwitzerhof, Meierhof und Würnreuth.
Ab 1946 kam die Gemeinde Diepoltsreuth hinzu mit den Weilern Diepoltsreuth und Ritzlersreuth und den Einöden Schnepfenhof und Schönberg.
Die Ortschaft Oberndorf hatte 1817 21 Einwohner und 3 Wohngebäude, 1861 22 Einwohner und 1961 23 Einwohner und 4 Wohngebäude.
Am 1. Januar 1972 wurde die Gemeinde Gailertsreuth und damit auch Oberndorf in den Markt Floß eingegliedert.

## Hausnamen in Oberndorf
- Hansdammer: Oberndorf 1, von Hans Thomas hergeleitet.[17]